# Anzourou
Anzourou (auch: Anzuru) ist eine Landgemeinde im Departement Tillabéri in Niger.

## Geographie
Anzourou liegt in der Sahelzone. Die Nachbargemeinden sind Inatès im Norden, Tondikiwindi im Osten, Sakoïra im Süden, Bibiyergou im Südwesten, Dessa im Nordwesten.
Bei den Siedlungen im Gemeindegebiet handelt es sich um 18 Dörfer, 21 Weiler und ein Lager. Der Hauptort der Landgemeinde ist Sarakoira.

## Geschichte
In den Auseinandersetzungen um die Führung des Songhaireiches flüchtete eine Gruppe Songhai Ende des 15. Jahrhunderts nach Anzourou. In diesem unzugänglichen Gebiet behaupteten sich die Songhai lange gegen Einflüsse von außen und gegen Versuche des Gao-Reichs und der Tuareg sie zu unterwerfen.
Anzourou gelangte 1899 als Teil des neu geschaffenen Kreises Sinder (Cercle de Sinder) unter französische Militärverwaltung. Im Jahr 1905 wurde das Gebiet dem neuen Militärterritorium Niger (Territoire militaire du Niger) angeschlossen. Um 1906 gab es bei Anzourou einen Aufstand der Songhai gegen die französischen Kolonialherren, der mit strenger Hand unterdrückt wurde.
Bei einer landesweiten Verwaltungsreform 2002 ging die Landgemeinde Anzourou aus dem gleichnamigen Kanton Anzourou hervor. Bei der Ernährungskrise in Niger 2005 gehörte Anzourou zu den am stärksten betroffenen Orten. Hier hatte die Bevölkerung weniger als eine Mahlzeit am Tag zur Verfügung. Von Überschwemmungen im August 2011 waren mehrere Siedlungen in der Gemeinde betroffen. Ein Mensch starb. Insgesamt stürzten 200 Wohnhäuser und 140 Getreidespeicher ein. Außerdem kamen 377 Schafe und Ziegen ums Leben und zahlreiche Felder und Gärten wurden überflutet.
Bei einem Terrorangriff auf die Siedlungen Gadabo, Zibane und Zibane Kouara Tégui im Jahr 2020 starben zwanzig Menschen, fünf weitere wurden verletzt. Im selben Jahr wurden im Dorf Molia bei einem mutmaßlich von der Terrororganisation Islamischer Staat in der Größeren Sahara verübten Anschlag fünf Menschen getötet. Ein ebenfalls mutmaßlich vom Islamischen Staat in der Größeren Sahara verübter Anschlag forderte 2021 in und um Gadabo und Zibane elf Todesopfer. Bewaffnete Angreifer töteten im selben Jahr 19 Menschen in einer Moschee im Dorf Theim. Im Jahr 2022 überfiel eine bewaffnete Gruppe die Dörfer Doukou Saraou und Kofouno und tötete vier Menschen. In den Dörfern Doukou Makani und Doukou Saraou wurden 2023 zwölf Bauern auf ihren Feldern ermordet. Im selben Jahr wurden bei Doukou Saraou zwölf Soldaten in einem Hinterhalt mutmaßlicher Dschihadisten getötet.

## Bevölkerung
Bei der Volkszählung 2012 hatte die Landgemeinde 28.878 Einwohner, die in 3.869 Haushalten lebten. Bei der Volkszählung 2001 betrug die Einwohnerzahl 23.871 in 3.213 Haushalten.
Im Hauptort lebten bei der Volkszählung 2012 988 Einwohner in 132 Haushalten, bei der Volkszählung 2001 766 in 103 Haushalten und bei der Volkszählung 1988 540 in 74 Haushalten.
In ethnischer Hinsicht ist die Gemeinde ein Siedlungsgebiet von Songhai.

## Politik
Der Gemeinderat (conseil municipal) hat 12 Mitglieder. Mit den Kommunalwahlen 2020 sind die Sitze im Gemeinderat wie folgt verteilt: 4 MNSD-Nassara, 4 MODEN-FA Lumana Africa, 3 PJP-Génération Doubara und 1 PNDS-Tarayya.
Jeweils ein traditioneller Ortsvorsteher (chef traditionnel) steht an der Spitze von 16 Dörfern in der Gemeinde.

## Wirtschaft und Infrastruktur
Die Gemeinde liegt in einer Zone, in der Agropastoralismus betrieben wird. Gesundheitszentren des Typs Centre de Santé Intégré (CSI) sind im Hauptort Sarakoira sowie in den Siedlungen Bossou Bangou, Kofouno, Molia, Sangara und Theim vorhanden. Der CEG Sarakoira ist eine allgemein bildende Schule der Sekundarstufe des Typs Collège d’Enseignement Général (CEG). Beim Centre de Formation aux Métiers de Kofouno (CFM Kofouno) handelt es sich um ein Berufsausbildungszentrum. Der Hauptort Sarakoira ist über die 10,9 Kilometer lange Landstraße RR6-006 mit der Nationalstraße 1 verbunden.